# Matrixdrucker

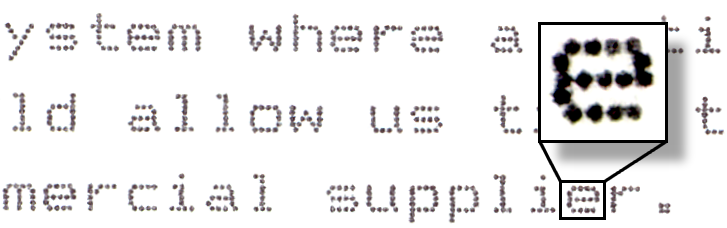
Druckbild eines 9-Nadel-Druckers in der Vergrößerung

Ein Matrixdrucker erzeugt sein Druckbild durch das Setzen von einzelnen kleinen Bildpunkten. Anders als z. B. ein Typenraddrucker ist ein Matrixdrucker daher nicht auf einen fest eingestellten Zeichensatz beschränkt, sondern kann jede beliebige Schrift und Grafik drucken. Der Begriff wird als Unterscheidungskriterium kaum noch verwendet, da es heute praktisch keine anderen Verfahren für den Computerdruck mehr gibt.

## Begriffsbestimmung
Der Begriff Matrixdrucker (lateinisch mater: Mutter, Schöpferin, Quelle oder Ursprung; in der Mathematik oder Physik meist für eine Anordnung bzw. Strukturierung von Elementen, Objekten etc. verwendet) lässt sich sprachwissenschaftlich oder technologisch zwar genau definieren, die Begriffsverwendung weicht aber häufig davon ab. Der Begriff wurde noch oft bis in die 1980er-Jahre gebraucht, um diese grafiktauglichen und nahezu universell einsetzbaren Computerdrucker von Druckwerken herkömmlicher Bauart abzugrenzen. Klassischerweise geschah der übliche Briefdruck meist auf einer Typenrad- oder Kugelkopfschreibmaschine. Typenraddrucker, die früher wegen der hohen Korrespondenzqualität in Büros geschätzt wurden, waren teure Spitzenmodelle. Zeichengeräte wie der Plotter waren spezialisierte Nischenprodukte. So fand der Begriff Non-Matrixdrucker als Gegensatz zum Matrixdrucker keinen Eingang in den Sprachgebrauch.
Teilweise werden nur noch Nadeldrucker (und auch die früher niedrig auflösenden Tintenstrahldrucker) wegen ihrer deutlich sichtbaren Punktmatrix synonym als Matrixdrucker bezeichnet. Diese Synonymverwendung ist jedoch nicht korrekt. Matrixdruck bezeichnet im eigentlichen Sinn jegliche Art Druckverfahren, bei der Zeichen, Grafik und andere Elemente in Form einer Punktmatrix gebildet werden, was bei praktisch allen heute handelsüblichen Druckern der Fall ist.

## Funktionsprinzip

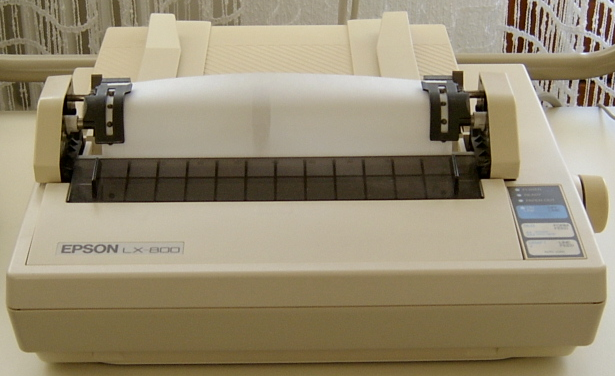
9-Nadel-Matrixdrucker Epson LX-800 mit NLQ-Schriftarten und einer Druckgeschwindigkeit von bis zu 150 Zeichen/s

Im Folgenden werden Druckverfahren erläutert, die im allgemeinen Sprachgebrauch als Matrixdrucker bezeichnet werden. Sie stehen hier beispielhaft für das generelle Prinzip des Matrixdruckverfahrens.
Das betrifft hauptsächlich die folgenden Druckertypen:
- Nadeldrucker und die nach demselben Prinzip arbeitenden Zeilen- und Seitendrucker
- Tintendrucker und die mit Tintendruckwerk arbeitenden Plotter
- Thermodrucker (hauptsächlich die meistverwendeten Thermodirektdrucker)
- Teilweise auch der Laserdrucker und einige andere Druckverfahren.

### Druck

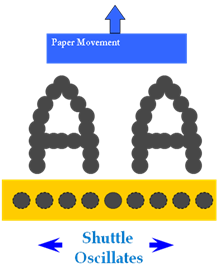
Funktionsdiagramm eines Shuttle-Matrixdruckers: Horizontal oszilliert eine Hammerbank je nach Modell um eine, zwei oder drei Buchstabenbreiten. Die Druckhämmer werden je nach Bedarf abgeschossen, vertikal sorgt der Papiervorschub in kleinen Schritten für das Vervollständigen der zweidimensionalen Matrix.

Der Matrixdrucker setzt sein Bild aus einzelnen Punkten zusammen. Dazu hat der Drucker im Falle des Nadel- und Tintenstrahldruckers einen Druckkopf auf einem beweglichen Schlitten, der horizontal über das Papier bewegt wird. Der Druckkopf hat mehrere Nadeln oder Tintendüsen, die das Papier punktweise bedrucken können. Auf diese Weise wird das Druckbild Stück für Stück zusammengesetzt. Bezüglich der horizontalen Bewegungen des Druckkopfes kann zwischen drei verschiedenen Typen unterschieden werden:
- unidirektionaler Druck: der Druckkopf druckt nur auf dem Weg aus seiner Ruheposition aus und fährt wieder zurück um nach einem Zeilenvorschub die nächste Zeile zu drucken,
- bidirektionaler Druck: der Druckkopf druckt sowohl auf seinem Hin- als auch dem Rückweg,
- bidirektionaler Druck mit Druckwegoptimierung: der Druckkopf überfährt nicht den gesamten horizontalen bedruckbaren Bereich, sondern nur so weit, dass die nächste Zeile vollständig gedruckt werden kann.

Bei einem Laserdrucker wird die Aufladung einer Trommel mittels eines Lasers geändert: an der Trommel bleiben Tonerpartikel hängen oder auch nicht, die auf das Papier übertragen werden. Der Druckkopf eines Laserdruckers besteht nicht aus Einzelpunkten, dennoch ist auch hier die kleinste Einheit durch einen Bildpunkt bestimmt.

### Ansteuerung
Dem Typenraddrucker muss nur mitgeteilt werden, wo welches Zeichen zu drucken ist. Anders beim Matrixdrucker, bei dem jeder einzelne Bildpunkt angesteuert werden kann – dadurch steigt natürlich auch die Menge an Daten, die der Computer bereitstellen und übertragen muss.
Da man aber in der Praxis davon ausgehen kann, dass der Druck von Texten gegenüber dem von Grafiken überwiegt, haben Matrixdrucker üblicherweise eine Auswahl von Satzschriften mit eingebaut. In diesem Fall muss dem Drucker nur mitgeteilt werden, welche Satzschrift er verwenden und welches Zeichen er daraus drucken soll, wobei die letztendliche Ausarbeitung des Zeichens druckerseitig erledigt wird.

### Farbigkeit
Ob ein Matrixdrucker farbig drucken kann, ist vom verwendeten Druckverfahren und z. B. beim Thermodrucker vom Papier abhängig.
Beim Laserdrucker werden normalerweise vier Druckeinheiten in den Druckgrundfarben Schwarz, Cyan (Türkis), Magenta (Purpur) und Gelb parallel in einem Arbeitsgang eingesetzt, bei Tintendruckern ist es vom Modell abhängig, ob neben der schwarzen Patrone eine mehrfarbige Kombipatrone oder die drei Mischfarben separat eingesetzt werden. Aus ihnen können mittels subtraktiver Farbmischung fast alle anderen Farben (außer Schmuckfarben) gemischt werden.
Beim Nadeldrucker waren je nach Geräteunterstützung mehrfarbige Farbbänder erhältlich, die aber – ebenso wie bei Schreibmaschinenbändern – fast völlig vom Markt verschwunden sind. Auch Formularpapier mit mehreren Farbzonen für den Thermodruck ist aus Kostengründen kaum noch im Einsatz. In diesen Nischenanwendungen wird fast ausschließlich noch schwarz (monochrom) gedruckt. Mehrfarbige Farbfolien im Thermotransferdruck sind aber weiterhin für den Druck im Kleinserienbereich im Einsatz.

## Vorteile und Nachteile
Die Vorteile des Matrixdruckers liegen in seiner Flexibilität und Grafikfähigkeit. In der Vergangenheit war allerdings die Druckqualität ein Nachteil: während ein Typenraddrucker das gewohnt klare Schriftbild einer Schreibmaschine bot, waren bei Ausdrucken von 8-Nadel-Druckern einzelne Bildpunkte erkennbar.